# KINGDOM (AV監督)
KINGDOM（きんぐだむ）は、AV監督。

## 略歴
AV監督としてのキャリアはAVメーカーWaap Entertainmentから。黒澤あらら監督がWaap退社後、メイン監督として活躍する。エロポップな作風や編集、企画等Waap時代に数多くヒット作品を残す。Waap時代は「若手監督No1」と呼ばれることも多かった。オネエ言葉を使う。
その後Waap Entertainmentを退社しフリー監督に。
フリー後は主にMOODYZ・S1などのAV制作を手がける。MOODYZでは数多くの作品を監督し、代表作も多い。主に痴女もの、シチュエーションもの、集団痴女もの、ザーメンものなどがある。
2003年から監督している巨額の費用をかけたAV大作シリーズも有名。日活撮影所にセットを組んでのAV撮影は他に例を見ないスケールである。
- 2003年MOODYZ特別作品賞受賞「無期懲役痴女刑務所」。
- 2004年MOODYZ最優秀監督賞受賞。
- 2005年MOODYZ最優秀作品賞受賞「エロスの王宮」。

## 主な代表作
MOODYZ、S1作品はかなり多く、初期S1作品には多くの監督作がある。
Waap Entertainment時
- ロリ汁ごっこ
- 街でウワサの風俗ビル」
- 女は男を目で犯す」
- 接吻しまくり淫口ヨダレ女
- 僕だけの巨乳ママ

フリー時
- 大人の保育園
- 風俗島
- ドリームガール
- 無期懲役痴女刑務所
- 淫謀大統領
- エロスの王宮

- Icupくびれボイン新人ソープ嬢 椎名まりな (2013/12/13発売) - シリーズ:くびれボイン新人ソープ嬢、メーカー:ムーディーズ、レーベル:MOODYZ ACID